# Tadarida petersoni
Tadarida petersoni је сисар из реда слепих мишева и фамилије Molossidae. 

## Угроженост
Ова врста се сматра рањивом у погледу угрожености врсте од изумирања.

## Распрострањење
Врста је присутна у Гани и Камеруну.

## Популациони тренд
Популациони тренд је за ову врсту непознат.

## Станиште
Врста Tadarida petersoni има станиште на копну.